# Aholming
Aholming jedná se o obec v okrese Deggendorf. Obec se nachází v Dolním Bavorsku. Na okraji katastru obce vede dálnice A8.

## Historie
První písemná zmínka pochází z roku 1112, ovšem první nálezy osídlení se datují do doby železné. V roce 1553 dostalo město Aholming od císaře právo vařit pivo. 

## Části obce
Celkem má Aholming 14. částí
- Aholming
- Breitfeld
- Garnschwaig
- Isarau
- Kühmoos
- Moosmühle
- Neutiefenweg
- Penzling
- Probstschwaig
- Rauchschwaig
- Schwarzwöhr
- Tabertshausen
- Tabertshauserschwaig
- Thannet

## Fotbalový klub
TSV Aholming e.V. 1966 byl založen v roce 1966, ale fotbal se v obci hrál již před druhou světovou válkou. Týmové barvy jsou bílá a modrá. Největší úspěchy: 
| Vítěz         | Rok  |
| ------------- | ---- |
| Mistr třídy C | 1976 |
| Mistr třídy A | 2004 |
| Mistr třídy A | 2014 |